# Distretto di Mohale's Hoek
Mohale's Hoek è uno dei 10 distretti che costituiscono il Lesotho.

## Circoscrizioni e Comunità
Il distretto consta di 8 circoscrizioni e 13 comunità:
- Circoscrizioni:
  - Hloahloeng
  - Ketane
  - Mekaling
  - Mohale's Hoek
  - Mpharane
  - Qaqatu
  - Qhalasi
  - Taung
- Comunità:
  - Khoelenya
  - Likhutloaneng
  - Mashaleng
  - Motsienyane
  - Nkau
  - Phamong
  - Qabane
  - Qhobeng
  - Qobong
  - Seroto
  - Siloe
  - Teke
  - Thaba-Mokhele